# Ерих Хепнер
Ерих Хепнер (Франкфурт на Одри, 14. септембар 1886 — Берлин, 8. август 1944) је био немачки генерал, један од најуспешнијих тенковских заповедника током Другог светског рата.
Хепнер је заповедао 4. оклопном групом на Источном фронту, током операције Барбароса, инвазије на Совјетски Савез 1941. Јединице под његовим заповедништвом су блиско сарађивале са Ајнзацгрупама и примењивале Комесарско наређење, које је наређивало војницима Вермахта да по кратком поступку стрељају политичке комесаре Црвене армије одмах по заробљавању. Хепнерова оклопна група, заједно са 3. оклопном групом, је предводила напредовање на Москву у операцији Тајфун, неуспешном покушају заузимања совјетског главног града.
Хепнер је отпуштен из Вермахта након неуспеха кампање из 1941, а своја права на пензију је повратио путем тужбе. Био је умешан у неуспешна Јулску заверу против Адолфа Хитлера и погубљен је 1944.

## Биографија

### Младост и Први светски рат
Ерих Хепнер је рођен у Франкфурту на Одри, у провинцији Бранденбург, као син војног лекара. У немачку армију ступио је 10. марта 1905. године. Постао је поручник 18. августа 1906. у шлезвиг-холштајнском драгонском пуку бр. 13 у Мецу. После само годину дана проведених у пуку постао је пуковски ађутант.
Почетак Првог светског рата затекао га је на Ратној академији у Берлину, одакле је већ августа 1914. прекомандован за ордонанса у XVI армијском корпусу. Током рата служио је као коњички и генералштабни официр.

### Међуратни период
Након рата, као капетан остао је у Рајхсверу Вајмарске Републике на дужности командира ескадрона у 2. коњичком пуку. Касније су следиле прекоманде на различите дужности, од Инспекторијата коњице у Берлину, преко штаба 1. коњичке дивизије до заповедништва над 4. потсдамским коњичким пуком. По доласку нациста на власт у Немачкој, као пуковник, од фебруара 1933. био је начелник штаба 1. дивизије, а од октобра 1934. начелник штаба I армијског корпуса. У чин генерал-мајора унапређен је 1936. године. Од октобра 1937. године командовао је 1. лаком бригадом која је 1938. реорганизована у 1. лаку дивизију (касније 6. клопну дивизију, рану оклопну јединице која је била језгро нарастајућих оклопних трупа. Клаус фон Штауфенберг је служио у Хепнеровом дивизијском штабу. Након Бломберг-Фричове афере почетком 1938. и док се Судетска криза захуктавала, Хепнер се придружио Остеровој завери. Група је намеравала да убије Хитлера и збаци нацистички СС, ако се Хитлер одлучи да нападне Чехословачку. Хепнерова улога је била да поведе 1. лаку дивизију на Берлин и заузме кључне циљеве од СС трупа у граду. Завера је пропала због политике попуштања Невила Чемберлена и Едуара Даладјеа и потписивања Минхенског споразума.
Прво озбиљније војно ангажовање генерал Хепнер је на челу 1. лаке дивизије доживео при заузимању Судета. Био је један од првих заговорника оклопног наоружања и брзо-покретних јединица у немачкој армији. Као командант оклопних јединица касније се и доказао на бојиштима Другог светског рата. Када је његов ривал генерал Хајнц Гудеријан постављен за заповедника XIX армијски корпус, Хепнер га је 24. новембра 1938. године наследио на месту аповедника. XVI моторизованог армијског корпуса.
Хепнер је био на челу корпуса и приликом окупације остатка Чехословачке марта 1939, а следећег месеца је био унапређен у генерала коњице.

### Други светски рат
„Стари коњаник“, како су га често називали, учествовао је и у инвазији Пољске 1939. и Француске 1940. године, за шта је заслужио Витешки крст гвозденог крста. По успешном окончању кампање на западу и паду Француске из чина генерала коњице 19. јула 1940. унапређен је у чин генерал-пуковника. Дана, 22. јуна 1941. постављен за команданта 4. оклопне групе, спремне за напад на Совјетски Савез.
Током операције „Барбароса“ командовао је својом оклопном групом на московском правцу где су се његове трупе посебно истакле у борбама око Вјазме. Почетком децембра 1941. истурене јединице Четврте оклопне армије (у коју је прерасла 4. оклопна група) генерал-пуковника Хепнера налазиле су се на само 35 километара северно од совјетске престонице Москве. Суочен са великом контраофанзивом Црвене армије, јануара 1942. био је приморан на повлачење како би сачувао своје трупе од тоталног уништења услед чега је смењен са командног положаја. На интервенцију неколицине високих војних званичника немачке армије, Хепнеру је дозвољено да се пензионише и оствари сва пензионерска права и поред Хитлеровог беса који је на себе навукао.
Осим тога што је био противник Версајског мировног споразума, Хепнер је био и један од раних опонената Хитлеровог политичког успона и учесник у неколико завера које су за циљ имале његово свргавање. Године 1938. Хепнерове јединице имале су задатак да неутралишу ангажовање снага СС-а као део планираног атентата на Хитлера. Завера је пропала али Хепнерова улога у том тренутку није била откривена. Попут других конзервативних противника нацизма сматрао је Хитлерове стратешке потезе погубним и у њима видео пут уништења Немачке. Падом Француске Хепнер је постао мање критичан према оваквој експанзионистичкој политици немачке врхушке, међутим само годину и нешто дана касније, пошто је немачки „муњевити рат“ против СССР-а доживео крах пред вратима Москве и пошто је понижавајуће „најурен“ од стране Хитлера са места команданта 4. оклопне армије, његов отпор је поново оживео. Тада већ „бивши“ генерал вратио се у Берлин и прикључио кругу отпора у војсци око генерала Фридриха Олбрихта, генерал-пуковника Лудвига Бека и фелдмаршала Ервина фон Вицлебена.
Као учесника неуспеле 20. јулске завере на Хитлера, у коме је имао улогу заповедника Резервне армије, Хепнера је ухапсио Гестапо. Након кратког монтираног суђења заједно са многим другим завереницима осуђен је од стране Народног суда на смрт и 8. августа обешен у берлинском затвору „Плоцензе“.

## Унапређења
- Поручник, 16. август 1907.
- Потпуковник, 1. април 1930.
- Пуковник, 1. фебруар 1933.
- Генерал-мајор, 1. јануар 1936.
- Генерал-потпуковник, 30. јануар 1938.
- Генерал коњице, 1. април 1939.
- Генерал-пуковник, 19. јул 1940.

## Командне дужности
- 1. лака дивизија, 1. октобар 1938. — 1. септембар 1939.
- XVI армијски моторизовани корпус, 1. септембар 1939. — 22. јун 1941.
- 4. оклопна група, 22. јун 1941 — 5. октобар, 1941.
- Четврта оклопна армија, 5. октобар 1941. — 8. јануар 1942.

## Одликовања
- Гвоздени крст I и II класе
- Крст краљевског реда Хоенцолерна
- Витешки крст гвозденог крста (27. октобар 1939)